# Cimetière de Bródno
Le cimetière de Bródno (en polonais : Cmentarz Bródnowski) est un ancien cimetière du district de Targówek, à l’est de Varsovie, en Pologne.  Avec une superficie de 114 ha, c'est le plus grand cimetière de Varsovie.  Avec plus de 1,2 million de sépultures, c’est l’un des plus grands cimetières d’Europe.

## Galerie

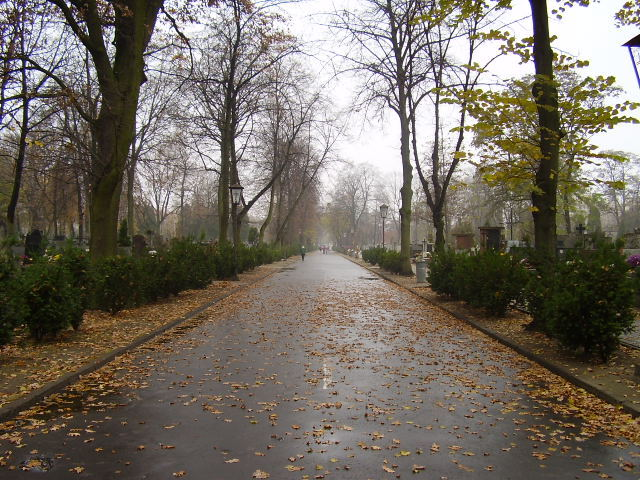
Allée principale.
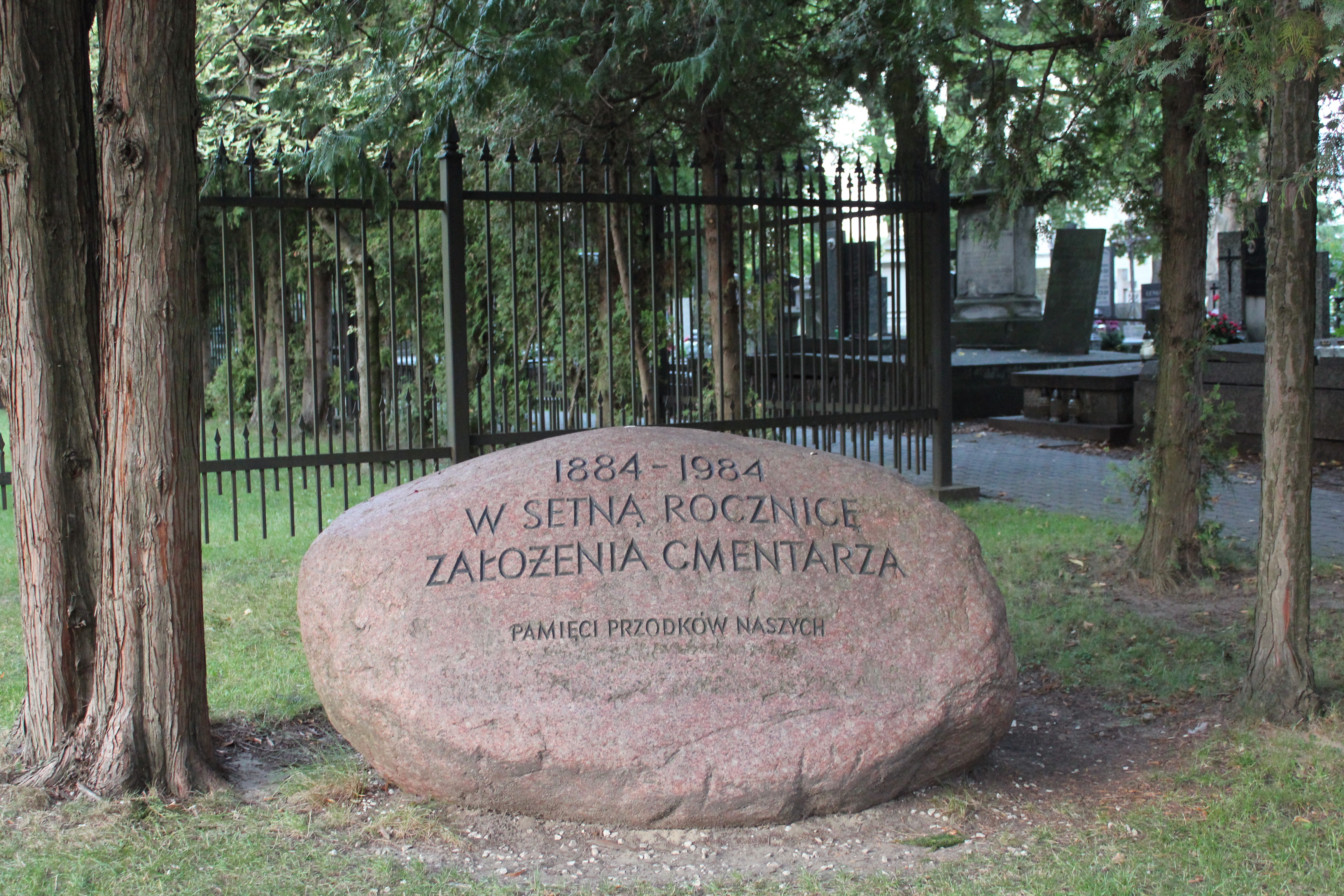
Le monument commémorant le 100ème anniversaire du cimetière
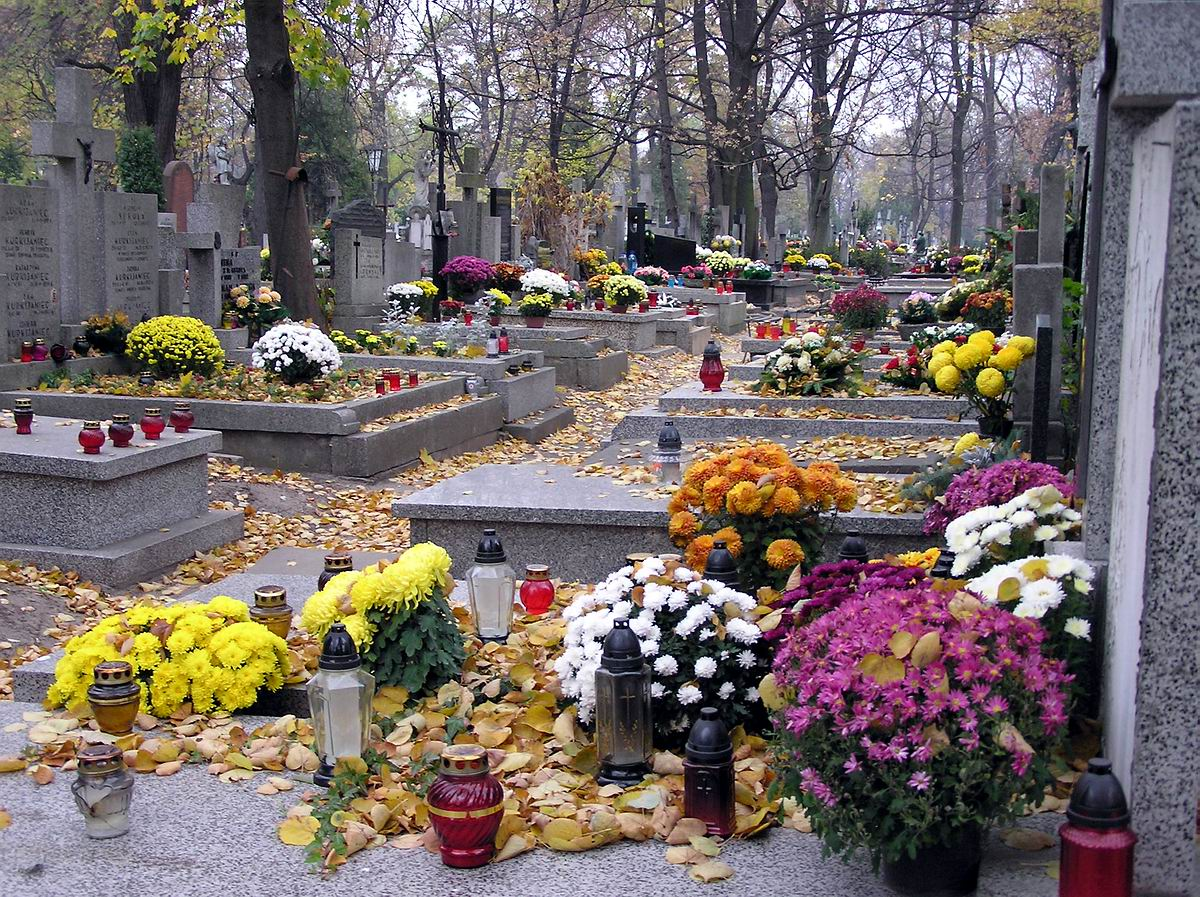
Le cimetière à la Toussaint.
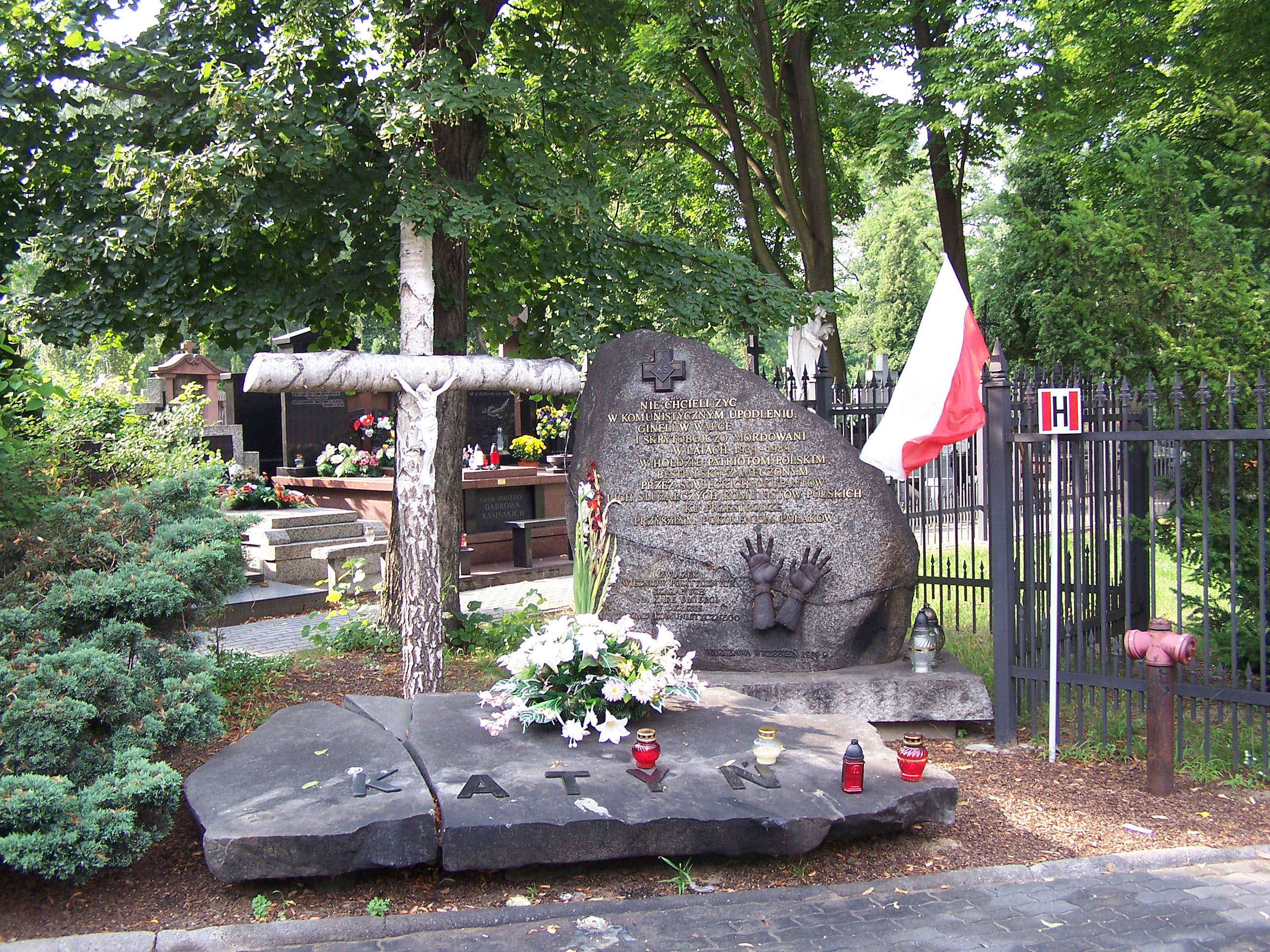
Mémorial du massacre de Katyń.
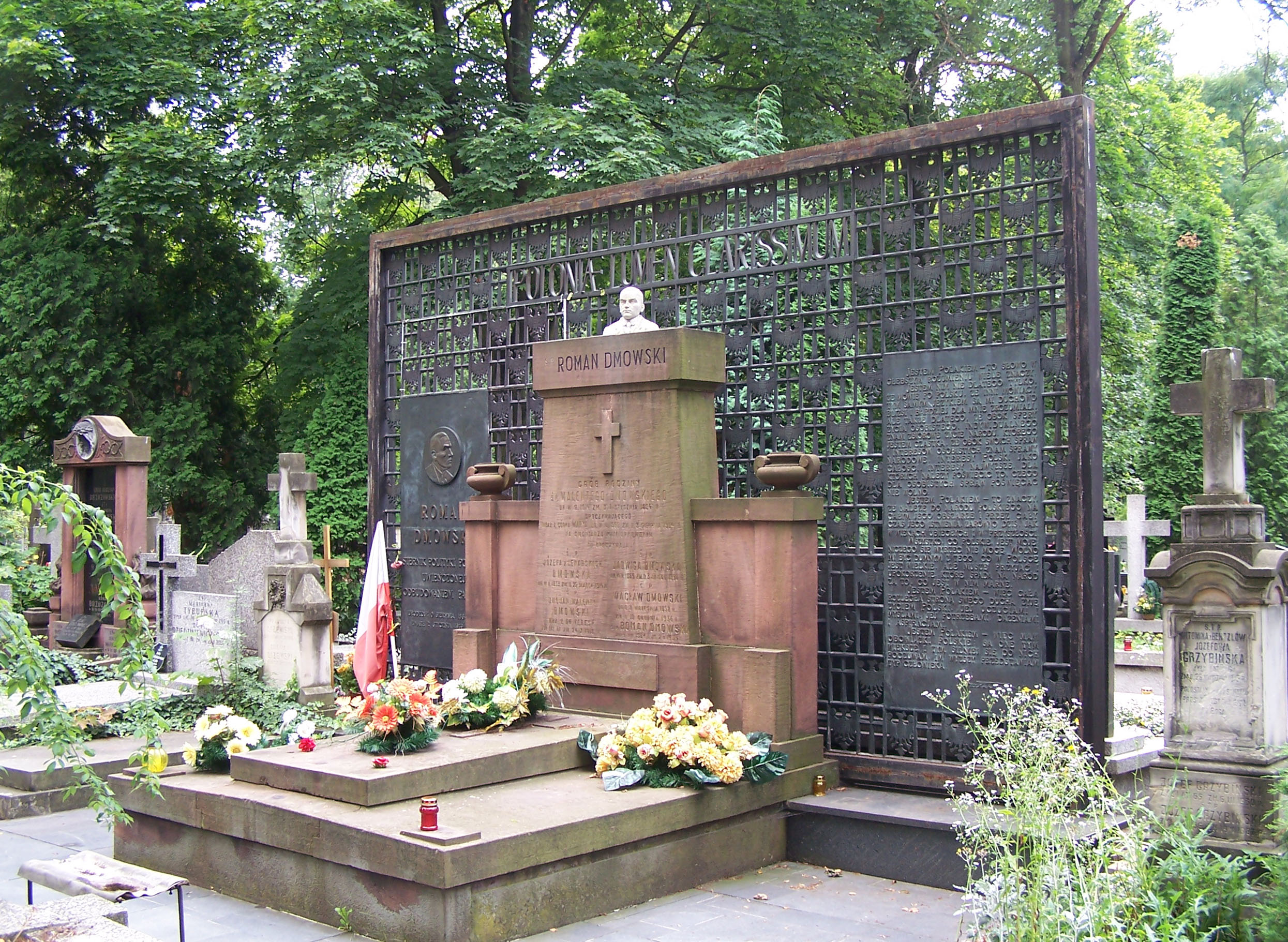
Tombe de Roman Dmowski.